# Região de Imboden
Imboden é uma região do cantão de Grisões, na Suíça. Tem 203,80 km² de área e sua população em 2019 foi estimada em 21.293 habitantes. Sua sede é a comuna de Domat/Ems.
Foi criada em 1 de janeiro de 2016, a partir do território do antigo distrito de Imboden, como parte de uma reorganização territorial do Cantão.

## Comunas
| Bonaduz   | 3.467 | 14.4  |
| Domat/Ems | 8.132 | 24.22 |
| Rhäzüns   | 1.557 | 13.37 |
| Felsberg  | 2.589 | 13.4  |
| Flims     | 2.912 | 50.51 |
| Tamins    | 1.222 | 40.74 |
| Trin      | 1.414 | 47.17 |